# Nína Tryggvadóttir
Jónína (Nína) Tryggvadóttir (Seyðisfjörður, 16 maart 1913 - New York, 18 juni 1968) was een IJslandse beeldend kunstenares. Ze was een van de weinige vrouwelijke kunstenaars van haar generatie uit haar geboorteland.

## Leven en werk

### Vroege jaren
Nína werd geboren in Seyðisfjörður, een stadje in de IJslandse Oostfjorden. Toen ze zeven jaar was verhuisde het gezin naar Reykjavik. Kunstkennis werd haar bijgebracht door de impressionistische schilder Ásgrímur Jónsson, een naast familielid aan vaderskant. Hij riep haar artistieke belangstelling wakker, in een land waar nog weinig bekend was over moderne kunst. Haar ouders wilden het liefst dat ze kok zou worden.
Van 1933 tot 1935 volgde ze lessen bij Finnur Jonsson en Johann Briem. In 1935 verhuisde ze naar Kopenhagen, waar ze ging studeren bij Kræsten Iversen aan de Koninklijke Deense Kunstacademie. Na haar afstuderen rondde ze haar studies af in Parijs. Ze was behoorlijk in de ban van die stad. Door de oorlogsdreiging moest ze in 1939 Frankrijk verlaten. Terug in IJsland speelde ze een rol in de avantgardistische kunstenaarsgroep rond Erlendur Guðmundsson, die bijeenkwam in diens huis Unuhús aan de Garðastræti in Reykjavik. Tot hen behoorden de latere Nobelprijswinnaar Halldór Laxness die ze diverse malen geportretteerd heeft, Steinn Steinarr wiens anti-oorlogsgedicht Tindátarnir (Tinnen soldaten) ze illustreerde, Þórbergur Þórðarson en Louisa Matthíasdóttir. Haar eerste expositie vond plaats in 1942.

### Amerika
In 1942 verhuisde zij met Louisa Matthíasdóttir naar New York, waar ze zich inschreven aan de Art Students League of New York om hun kunst verder te ontwikkelen. De uit een bemiddelde familie afkomstige Louisa stapte al gauw over naar de Hans Hofmann School of Fine Arts, maar Nína, die een beurs had van de IJslandse staat, maakte de studie af. Ze had les van onder anderen Fernand Léger, die de oorlogsjaren in de VS doorbracht. Ook nam Nína actief deel aan de kunstscene van de stad, zoals ze dat ook in Parijs gedaan had.
In 1947 nam ze in Reykjavik deel aan de tentoonstelling Septembersýningin voor jonge kunstenaars, die opzien baarde doordat voor het eerst in IJsland abstracte kunst werd getoond. In oktober 1948 had ze een solotentoonstelling in een New Yorkse galerie. In 1949 trouwde ze met de medisch onderzoeker Alfred L. Copley, die als abstract-expressionistisch kunstenaar het pseudoniem L. Alcopley gebruikte. Later dat jaar ging ze voor een kort bezoek naar IJsland, maar vervolgens werd ze niet meer toegelaten tot de Verenigde Staten. Het land was inmiddels in de greep van het anticommunistische McCarthyisme. Ze werd ervan verdacht met het communisme te sympathiseren en dus 'staatsgevaarlijk' te zijn.
Ze woonde op diverse plaatsen in Europa en vestigde zich uiteindelijk in Parijs, waar Copley zich bij haar voegde. In 1951 werd hun dochter Una Dóra Copley geboren. Nina bleef in die jaren actief als kunstenares, maakte ook boekomslagen en -illustraties, exposeerde op veel plaatsen, waaronder IJsland, en reisde door Europa. Van 1957 tot 1959 woonde het gezin in Londen, pas daarna konden ze terugkeren naar New York, waar Nína bleef werken aan haar kunst. Exposeren deed ze voornamelijk in Europa.
Ze stierf op 18 juni 1968 op 55-jarige leeftijd in New York.

## Werk

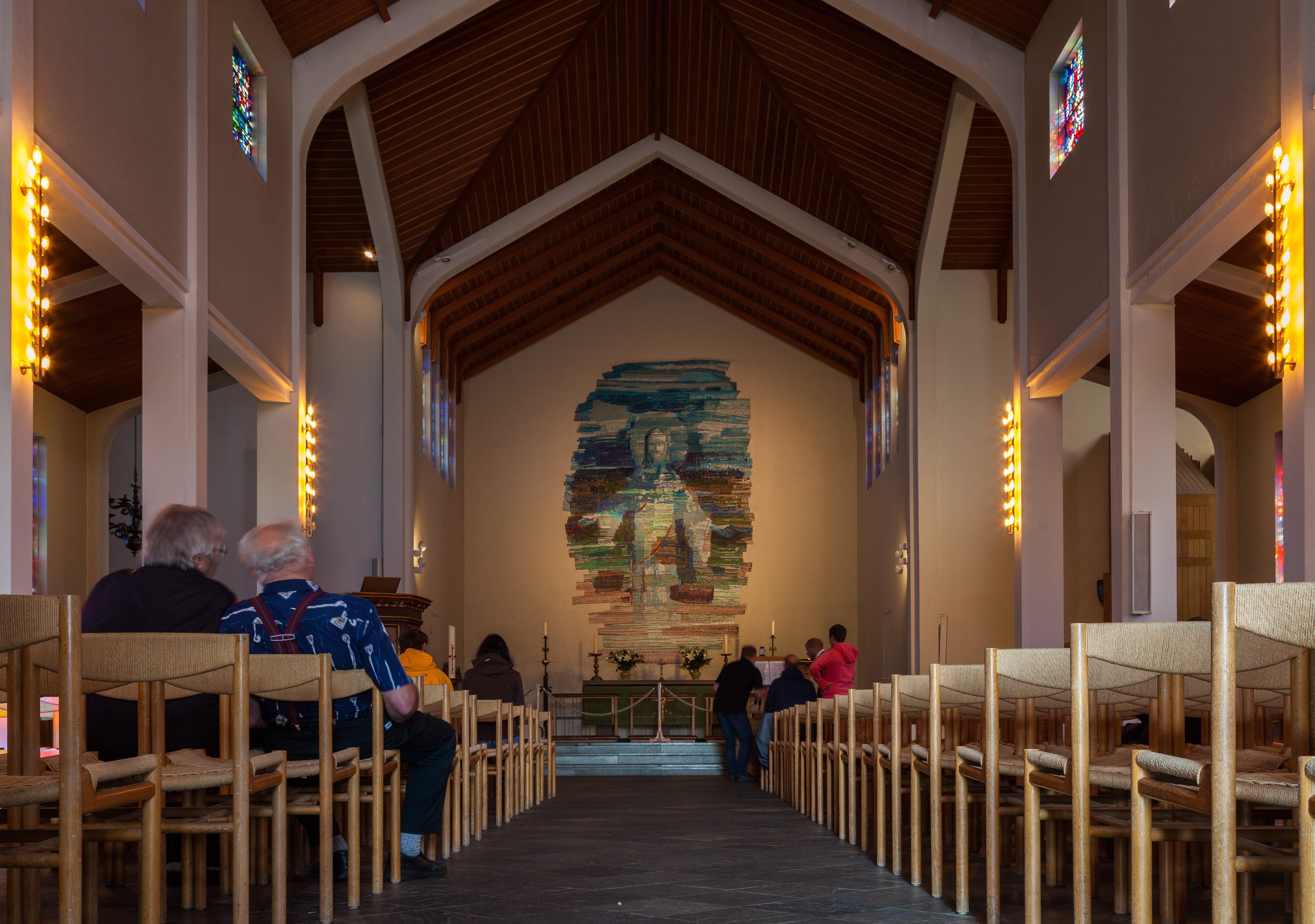
Altaarschildering in de Domkerk van Skálholt

Nína Tryggvadóttir geldt als een van de belangrijkste abstract-expressionistische kunstenaars van IJsland. Ze werkte voornamelijk in de schilderkunst, maakte ook papiercollages en mozaïeken, werkte met glas in lood en andere materialen. Ze baseerde haar composities vaak op de natuur, met een belangrijke rol voor het IJslandse landschap en het licht van de Noordse landen. Als haar bekendste werk geldt haar altaarschildering in de Domkerk in Skálholt (1963). In 1968 werd in hotel Loftleidir bij de luchthaven Reykjavíkurflugvöllur een mozaïek onthuld dat haar weduwnaar Copley had vervaardigd naar haar ontwerp.

## Postuum
- In het park Klambratún in Reykjavik, bij het museum Kjarvalsstaðir (onderdeel van Listasafn Reykjavíkur), werd in 1974 het monument voor Nína Tryggvadóttir onthuld dat werd vervaardigd door Sigurjón Ólafsson (1908-1982).[2]
- In 2012 werd een krater op Mercurius vernoemd naar Nína Tryggvadóttir.
- In mei 2018 ondertekende de gemeenteraad van Reykjavíkurborg, waartoe Reykjavík behoort, een intentieverklaring tussen de stad en het echtpaar Una Dóra Copley en Scott Jeffries om een kunstmuseum op te richten gewijd aan Nína Tryggvadóttir. Ze schonken hun kunstcollectie, waarin veel werk van Nína, aan de stad.